# Кубок Ізраїлю з футболу 2011—2012
Кубок Ізраїлю з футболу 2011–2012 — 73-й розіграш кубкового футбольного турніру в Ізраїлі. Титул втретє поспіль здобув Хапоель (Тель-Авів).

## Регламент
Кубкова стадія складається з двох раундів: регіонального та національного, саме з національного раунду (1/16 фіналу) стартують клуби Прем'єр-ліги.

## 1/16 фіналу
| Команда 1                  | Рахунок         | Команда 2                    |
| -------------------------- | --------------- | ---------------------------- |
| 7 лютого 2012              |                 |                              |
| Гів'ят Олга (3)            | 0:1             | Маккабі (Герцлія) (2)        |
| Хапоель Асі (Гільбоа) (3)  | 1:2             | Хапоель (Назарет-Ілліт) (2)  |
| Бейтар (Тель-Авів) (2)     | 2:2 дч пен. 2:4 | Хапоель (Кфар-Сава) (2)      |
| Хапоель (Бней-Лод) (2)     | 0:0 дч пен. 4:3 | Бейтар (Єрусалим)            |
| Маккабі (Петах-Тіква)      | 2:0             | Бней Сахнін                  |
| Хапоель (Рамат-Ган) (2)    | 3:2             | Кафр-Касем (5)               |
| Хапоель (Беер-Шева)        | 3:3 дч пен. 4:1 | Бней-Єгуда                   |
| Маккабі (Умм-ель-Фахм) (2) | 3:2 дч          | Хапоель (Афула) (3)          |
| Секція Нес-Ціона (2)       | 1:2 дч          | Маккабі (Нетанья)            |
| Хапоель (Єрусалим) (2)     | 1:0 дч          | Маккабі (Тель-Авів)          |
| 8 лютого 2012              |                 |                              |
| Хапоель (Тель-Авів)        | 3:0             | Маккабі (Явне) (3)           |
| Хапоель (Рамат-ха-Шарон)   | 3:1             | Хапоель (Акко)               |
| Хапоель (Рішон-ле-Ціон)    | 0:2             | Бейтар (Кфар-Сава) (3)       |
| Хапоель (Петах-Тіква)      | 0:3             | Ашдод                        |
| Хапоель (Хайфа)            | 0:1             | Хапоель Іроні (Кір'ят-Шмона) |
| Маккабі (Беер-Шева) (2)    | 1:2             | Маккабі (Хайфа)              |

## 1/8 фіналу
| Команда 1                    | Рахунок         | Команда 2                  |
| ---------------------------- | --------------- | -------------------------- |
| 20 березня 2012              |                 |                            |
| Хапоель (Єрусалим) (2)       | 0:1 дч          | Маккабі (Петах-Тіква)      |
| Бейтар (Кфар-Сава) (3)       | 0:1             | Хапоель (Рамат-ха-Шарон)   |
| Ашдод                        | 3:1             | Маккабі (Умм-ель-Фахм) (2) |
| Хапоель (Назарет-Ілліт) (2)  | 4:2             | Хапоель (Рамат-Ган) (2)    |
| Хапоель (Беер-Шева)          | 1:1 дч пен. 4:5 | Маккабі (Герцлія) (2)      |
| 21 березня 2012              |                 |                            |
| Хапоель (Бней-Лод) (2)       | 1:3 дч          | Хапоель (Тель-Авів)        |
| Хапоель Іроні (Кір'ят-Шмона) | 1:2             | Маккабі (Нетанья)          |
| Хапоель (Кфар-Сава) (2)      | 0:0 дч пен. 3:4 | Маккабі (Хайфа)            |

## 1/4 фіналу
| Команда 1                | Рахунок | Команда 2                   |
| ------------------------ | ------- | --------------------------- |
| 9 квітня 2012            |         |                             |
| Хапоель (Рамат-ха-Шарон) | 1:0     | Маккабі (Герцлія) (2)       |
| Маккабі (Петах-Тіква)    | 1:3     | Ашдод                       |
| 10 квітня 2012           |         |                             |
| Маккабі (Нетанья)        | 0:1     | Хапоель (Тель-Авів)         |
| Маккабі (Хайфа)          | 2:0     | Хапоель (Назарет-Ілліт) (2) |

## 1/2 фіналу
| Команда 1           | Рахунок | Команда 2                |
| ------------------- | ------- | ------------------------ |
| 2 травня 2012       |         |                          |
| Хапоель (Тель-Авів) | 3:0 дч  | Хапоель (Рамат-ха-Шарон) |
| Маккабі (Хайфа)     | 2:1     | Ашдод                    |

## Фінал
| 15 травня 2012 20:00 (EEST) |

| Хапоель (Тель-Авів)      | 2:1      | Маккабі (Хайфа) |
| ------------------------ | -------- | --------------- |
| Оремуш 58' Іджебор 90+2' | Протокол | Ямпольський 62' |

| Стадіон «Рамат-Ган», Рамат-Ган Глядачів: 37 000 Арбітр: Алон Єфет |